# Gowidon longirostris
Gowidon longirostris is een hagedis die behoort tot de familie agamen (Agamidae).

## Naam en indeling
De wetenschappelijke naam van de soort werd voor het eerst voorgesteld door George Albert Boulenger in 1883. Oorspronkelijk werd de wetenschappelijke naam Lophognathus longirostris gebruikt. De hagedis werd later tot de geslachten Gemmatophora, Amphibolurus en de wateragamen uit het geslacht Physignathus gerekend. Lange tijd werd de soort Tropicagama temporalis ook tot het geslacht Gowidon gerekend, maar sinds 2018 wordt de soort in het geslacht Tropicagama geplaatst. Het geslacht Gowidon is sindsdien monotypisch.
De soortaanduiding longirostris betekent vrij vertaald 'lange neus'; longi- = lang en rostrum = snuit.

## Uiterlijke kenmerken
De lichaamslengte is ongeveer tien centimeter, de staart is echter bijna drie keer zo lang zodat de totale lichaamslengte kan oplopen tot ongeveer 45 cm. Het lichaam is bruin van kleur, de onderzijde is lichter tot wit. De kop is relatief lang, achter de kop is een duidelijke nekkam gelegen. Bij de mannetjes is de bovenzijde van de kop in de paartijd roodbruin gekleurd, bij vrouwtjes is de kop bruin. De keel is grijsachtig van kleur. Van de kin tot de basis van de staart is een afstekende lichte streep aanwezig aan iedere flank.
Volwassen dieren hebben een spitse snuit en een roodbruine rug met twee helgele langsstrepen en een zwarte vlek aan beide zijden achteraan de kop. De achterpoten zijn relatief lang en dragen lange tenen, wat hen toelaat op hun achterste poten te lopen, zoals vele andere agamensoorten die leven in woestijnen of andere droge biotopen met weinig begroeiing.
De agame bezit vier tot zeven preanale poriën rond de cloaca en elf tot 22 femorale poriën onder de dijen van de achterpoten.

## Verspreiding en habitat
Alle soorten komen endemisch voor in delen van Australië en leven in de staten Noordelijk Territorium, Queensland, West-Australië en Zuid-Australië. De typelocatie is Champion Bay, Geraldton, West-Australië. Ze leeft in de
De habitat bestaat uit begroeide gebieden, vaak in de buurt van water. De hagedis wordt vaak gevonden op takken boven het water of op stenen langs oevers. Het is een klimmende soort die veel in bomen en struiken vertoeft. De agame komt in uiteenlopende gebieden voor en wordt zowel in woestijnen, mangrovebossen, savanne en gebieden met droge sclerofylle bebossing aangetroffen. De vrouwtjes zijn eierleggend en zetten de eieren af op de bodem.

## Beschermingsstatus
Door de internationale natuurbeschermingsorganisatie IUCN is de beschermingsstatus 'veilig' toegewezen (Least Concern of LC).